# 多杰才旦

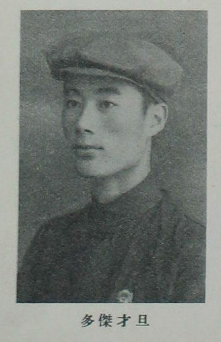

多杰才旦（藏語：རྡོ་རྗེ་ཚེ་བརྟན་，威利转写：rdo rje tshe brtan，藏语拼音：Doje Cedain；1926年11月—2013年7月6日），男，藏族，青海湟中人，中华人民共和国政治人物。

## 生平
1948年北京师范大学教育系毕业；次年2月回青海参与组织各族各界迎接解放委员会。1949年8月作为藏族代表参加北平市第一届各界人民代表大会，9月作为藏族候补代表参加中国人民政治协商会议第一届全体会议。同年12月加入中国共产党。中華人民共和國成立後，曾任任中央人民政府民委政研组副组长、藏民组组长，政务院文委西藏工作队社科组副组长，西藏自治区筹委会办公厅主任、副秘书长、自治区农牧厅厅长，文教局、教育局党组书记、局长，社科院筹备组组长、院长，自治区人大常委会秘书长，拉萨市委第一书记，自治区党委常委，自治区人大常委会副主任。1983年1月任西藏自治区人民政府主席兼区党委书记（当时设有第一书记）。1985年后任中央统战部顾问，1986年－2000年，任中国藏学研究中心总干事、党组副书记、书记；主要从事西藏历史（近现代史）研究。2004年4月离休。
多杰才旦是中共十二大代表，第三届全国人大代表，第六届全国人大常委会委员、全国人大教育科学文化卫生委员会副主任委员，第七届、八届全国政协常委。
2013年7月6日在北京病逝，享年88岁。

## 著作
- 《中国藏学史料丛刊》（主编，中国藏学出版社1988年版）
- 《西藏的教育》（19厘米，190页，中国藏学出版社1991年7月出版，同时出版藏文版）
- 《元以来西藏地方与中央政府关系档案史料汇编》（主编，中国藏学出版社1994年版）
- 《西藏封建农奴制社会形态》（主编，中国藏学出版社）
- 《西藏经济简史》（32开，887页，与江村罗布共同主编，中国藏学出版社1995年8月出版）
- 《西藏历史档案选编》（藏文，主编，中国藏学出版社1997年版）